# کورپاچ
کورپاچ (به لهستانی:  Korpacz) یک روستا در لهستان است که در گمینا بیلسک پودلاسکی واقع شده‌است.